# Зигер фон Кефернбург
Зигер фон Кефернбург (на немски: Siger von Käfernburg; * вер. между 890 и 950, Кефернбург, Арнщат; † сл. 1000/ок. 1012, Кефернбург, Тюрингия) е първият известен граф на Кефернбург в Тюрингия.

## Произход
Той е син на граф Гунтер I фон Кафернбург († 957) и Анна фон Аскания, която се омъжва втори път за граф Зигфрид фон Аскания. Внук е на граф Лудвиг фон Шварцбург († 920) и правнук на граф Валперт фон Шварцбург († 879) и потомък на саксонския рицар Витекинд I Нигер/Лудвиг († 795).
Той се нарича на резиденцията си замък Кевернбург, днешния Кефернбург при Арнщат. Графовете фон Кефернбург са през ранното Средновековие висшата аристокрация в Тюрингия. Родът изчезва през 1385 г.

## Фамилия
Зигер фон Кефернбург се жени за унгарска принцеса и е баща на двама сина:
- Зицо I фон Кефернбург (* ок. 974/975; † пр. 1005), женен за унгарска принцеса, баща на:
  - Гюнтер II (* 1039; † 1062), граф на Кефернбург
  - Зицо II († сл. 1075), граф на Кефернбург
- Гунтер Еремит (* ок. 955; † 9 октомври 1045), от 1008 еремит в Бохемската гора, Светия